# 星月夜
星月夜（ほしづきよ、フランス語: La nuit étoilée、オランダ語: De sterrennacht、英語: The starry night）は、オランダの画家・ゴッホの代表作のひとつ。1889年6月、フランスサン＝レミ＝ド＝プロヴァンスのサン＝ポール・ド・モゾール修道院の精神病院で療養中に描かれた。1941年、リリー・P・ブリス遺贈。ニューヨーク近代美術館の永久コレクションである。

## 影響・引用
フランス人作曲家アンリ・デュティユーの管弦楽曲「音色、空間、運動 (Timbres, espace, mouvement) 」にインスピレーションを与えた。
2011年3月30日に日本で放送された坂元裕二脚本のドラマ『さよならぼくたちのようちえん』において、主人公が青いクレヨンを届けに行く入院中の男の子の1番好きな絵画として登場する。
2012年5月26日に日本で公開されたウディ・アレン監督の映画『ミッドナイト・イン・パリ』のポスターに部分的に使用されている。
2021年5月25日に日本語版が出版された劉慈欣による中国のSF小説『三体III 死神永生』の中で登場するひも理論における「空間は物質と同じように無数の微細な振動する弦でできている」という話の流れから、「ゴッホの絵（星月夜）の中では、まさに空間そのものが微細な振動に満たされている」「ゴッホはもしかして、この光景を幻視していて絵に描き込んだのだろうか」と星月夜に言及する箇所が存在する。

## 関連論文
- 山口典子「ファン=ゴッホの「星月夜」をめぐる考察」『研究紀要』第3巻、京都大学、1982年3月、28-56頁、ISSN 03897508、NAID 110000044224。
- 圀府寺司「ファン・ゴッホ作『星月夜』その象徴的意味(美学会第三十九回全国大会報告)」『美学』第39巻第3号、美学会、1988年12月、49頁、doi:10.20631/bigaku.39.3_49、ISSN 0520-0962、NAID 110003713890。